# Sonia Sebastián
Pour les articles homonymes, voir Sonia et Sebastián.
Sonia Sebastián est une réalisatrice, scénariste, productrice et actrice espagnole. Elle est connue internationalement pour sa web-série saphique Chica busca chica (es), dont elle a réalisé un long métrage en 2015 nommé De chica en chica.

## Filmographie
| année     | film                                                 | actrice       | réalisatrice | productrice | scénariste | monteuse | notes           |
| --------- | ---------------------------------------------------- | ------------- | ------------ | ----------- | ---------- | -------- | --------------- |
| 2002      | Ladridos                                             | Jane Fonville | Oui          | Oui         | Oui        | Oui      | court métrage   |
| 2004      | Cuídate de mí                                        |               |              | Oui         |            |          | long métrage    |
| 2004      | Elisa Guzmán                                         |               | Oui          | Oui         | Oui        |          | court métrage   |
| 2008-2009 | Chica busca chica (es)                               |               | Oui          |             |            |          | série télévisée |
| 2010      | Dos mujeres, un pájaro y una triste historia de amor |               | Oui          | Oui         | Oui        |          | court métrage   |
| 2010      | La manzana                                           |               |              |             | Oui        |          | court métrage   |
| 2011      | Parejología 3×2                                      |               | Oui          |             |            |          | série télévisée |
| 2012      | Todo es posible en el bajo                           |               | Oui          |             |            |          | série télévisée |
| 2012      | Papá se ha ido                                       |               | Oui          | Oui         |            |          | court métrage   |
| 2015      | De chica en chica                                    |               | Oui          | Oui         | Oui        |          | long métrage    |
| 2017      | Indetectables                                        |               | Oui          | Oui         |            |          | série télévisée |
| 2018      | Freelancers Anonymous                                |               | Oui          | Oui         |            |          | long métrage    |
| 2018      | Caught 2                                             |               |              |             |            | Oui      | téléfilm        |